# Apolena z Alexandrie
Svatá Apolena (řec. Ἀπολλωνία, Apollonia) z Alexandrie je panna a mučednice, která zahynula při pronásledování křesťanů v polovině III. století. Bývá vzývána při bolestech zubů a je patronkou zubních lékařů.

## Mučednictví
Za panování císaře Filipa Araba žili křesťané téměř v úplném pokoji a křesťanská víra utěšeně vzkvétala. Pohanští kněží však křesťany nenáviděli, viděli v nich odpadlíky, kteří se zřekli tradičních bohů a brojí proti státnímu náboženství. V egyptské Alexandrii se koncem roku 248 podařilo jistému pohanskému knězi popudit lůzu proti křesťanům a vypuklo krvavé pronásledování, při němž zahynulo několik věřících. Svatý Dionýsios, biskup alexandrijský, jenž byl očitým svědkem pohanského řádění, popsal tyto události v dopise antiochejskému biskupu Fabiovi. Z toho listu svatého Dionýsia obsáhle citoval historik Eusebios ve svém díle Církevní dějiny (kapitola 6, oddíl 41).
Svatý Dionýsios líčil utrpení mnoha křesťanů, mezi nimi i sv. Apoleny. Byla to velmi vážená starší panna, dle některých názorů jáhenka. Podle pozdějších legend byl prý její otec senátorem nebo byla dokonce královskou dcerou. Pohanští zuřivci se jí zmocnili, a když se nechtěla klanět modlám, tloukli ji do obličeje tak surově, že jí vyrazili všechny zuby. Potom svatou Apolenu přivedli k zapálené hranici a hrozili, že bude upálena, nebude-li se rouhat Ježíši Kristu. „Ale ona vyžádavši sobě maličko času, aby se na to rozmysliti mohla, a zprostivši se rukou jejich, sama bez meškání na tu hranici skočila, a dobrovolně plamenem ohně spáliti se dala."

## Posuzování sebevraždy sv. Apoleny

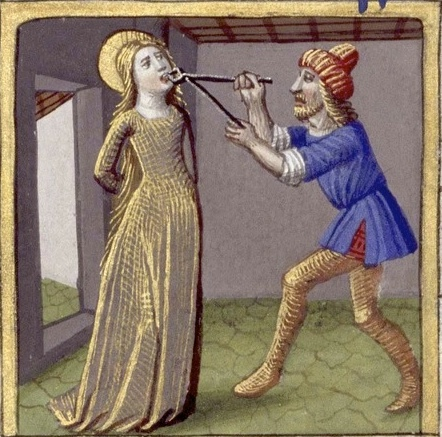
Mučení sv. Apoleny

Čin svaté Apoleny nebyl ojedinělý. Již ve 4. knize Makabejské (12,19) se uvádí případ mučedníka, který se sám vrhl do rozpáleného kotle a zemřel. Také sv. Augustin ve spisu O boží obci uvádí, že některé svaté ženy „v době pronásledování, prchajíce před pronásledovateli své cudnosti, vrhly se do řeky, aby je strhla a usmrtila, a takto zemřely..." Sv. Augustin však zároveň sebevraždu odmítá a píše, že „si nikdo nesmí způsobit samovolnou smrt, vyhýbaje se časným strastem". Připouští však možnost, že mučedník mohl jednat dle zvláštního pokynu Božího.
Kanovník H. J. Karlík uvádí, že utrpení a smrt svaté Apoleny jsou předkládány spíše k obdivování než k následování, neboť bez zvláštního zjevení Božího, které však sv. Apolena zajisté měla, „nemá žádný člověk pod smrtelným hříchem smrt sobě učiniti". Také v Českém slovníku bohovědném se zdůrazňuje, že sv. Apolena se sama vrhla do plamenů „z vyššího vnuknutí".

## Úcta
Již brzy po smrti sv. Apoleny, ke které došlo asi na počátku roku 249, se úcta k této panně a mučednici rozšířila po celém Východě a později i v Evropě. V římskokatolické církvi církvi se její památka připomíná 9. února, v diecézi trevírské 11. února. Světice je vzývána při bolestech zubů a je patronkou zubních lékařů, dentistů, zubních sester.
Svatá Apolena je zobrazována s kleštěmi, které většinou drží v ruce, a v kleštích je zpravidla zub. Také bývá vyobrazena, jak se vrhá do ohně, a někdy je znázorněna i jako kněžna, neboť dle pověsti byla urozeného původu. Jiné atributy této světice jsou zuby, dláto, nůž, hořící hranice, palmová ratolest, mučednická koruna.